# 重庆航空
重庆航空责任公司于2007年6月16日在重庆成立。重庆航空公司注册资本总额为12亿元人民币，由中国南方航空股份公司和重庆市开发投资公司按6：4比例出资组建，其中南方航空以3架空中客车A320系列飞机及部分航空材料出资，折合价值约7.2亿元，重庆市开发投资公司以4.8亿元现金出资。双方资本金分两期到位，首期到位6亿元，第二期资金在公司运营两年内，即2008年到位，2009年重庆航空机队扩充至7架，2012年9月扩充至9架飞机。截止2013年12月31日机队规模11架。至2015年11月机队规模13架。至2018年11月机队规模23架。至2019年7月机队规模28架。

## 國內航點
- 北京-北京大兴國際機場
- 長沙-長沙黃花國際機場
- 重慶-重慶江北國際機場
- 重慶（黔江區）-黔江武陵山機場
- 大理-大理機場
- 迪庆-迪庆香格里拉機場
- 福州-福州長樂國際機場
- 廣州-廣州白雲國際機場
- 桂林-桂林兩江國際機場
- 杭州-杭州蕭山國際機場
- 哈爾濱-哈爾濱太平國際機場
- 濟南-濟南遙牆國際機場
- 九寨溝-九寨黃龍機場
- 昆明-昆明長水國際機場
- 麗江-麗江三義機場
- 城關-拉薩貢嘎機場
- 芒市-德宏芒市機場
- 南昌-南昌昌北國際機場
- 南京-南京祿口國際機場
- 寧波-寧波櫟社國際機場
- 三亞-三亞鳳凰國際機場
- 上海-上海浦東國際機場
- 香格里拉（迪慶藏族自治州）-迪慶香格里拉機場
- 深圳-深圳寶安國際機場
- 騰衝-騰衝駝峰機場
- 溫州-溫州龍灣國際機場
- 武漢-武漢天河國際機場
- 廈門-廈門高崎國際機場
- 西雙版納傣族自治州-西雙版納嘎灑國際機場
- 澳門特別行政區-澳門國際機場

## 國際航點
- 泰國普吉島 ─ 普吉國際機場
- 越南胡志明市 ─ 新山一國際機場 (暂停）
- 越南河內 ─ 內排國際機場 (暂停）
- 斯里蘭卡科伦坡 ─ 班达拉奈克国际机场 (2025年1月8日復辦）
- 馬爾地夫馬累 - 韋拉納國際機場 (2025年1月8日開辦）
- 新加坡 ─ 新加坡樟宜国际机场

## 机队

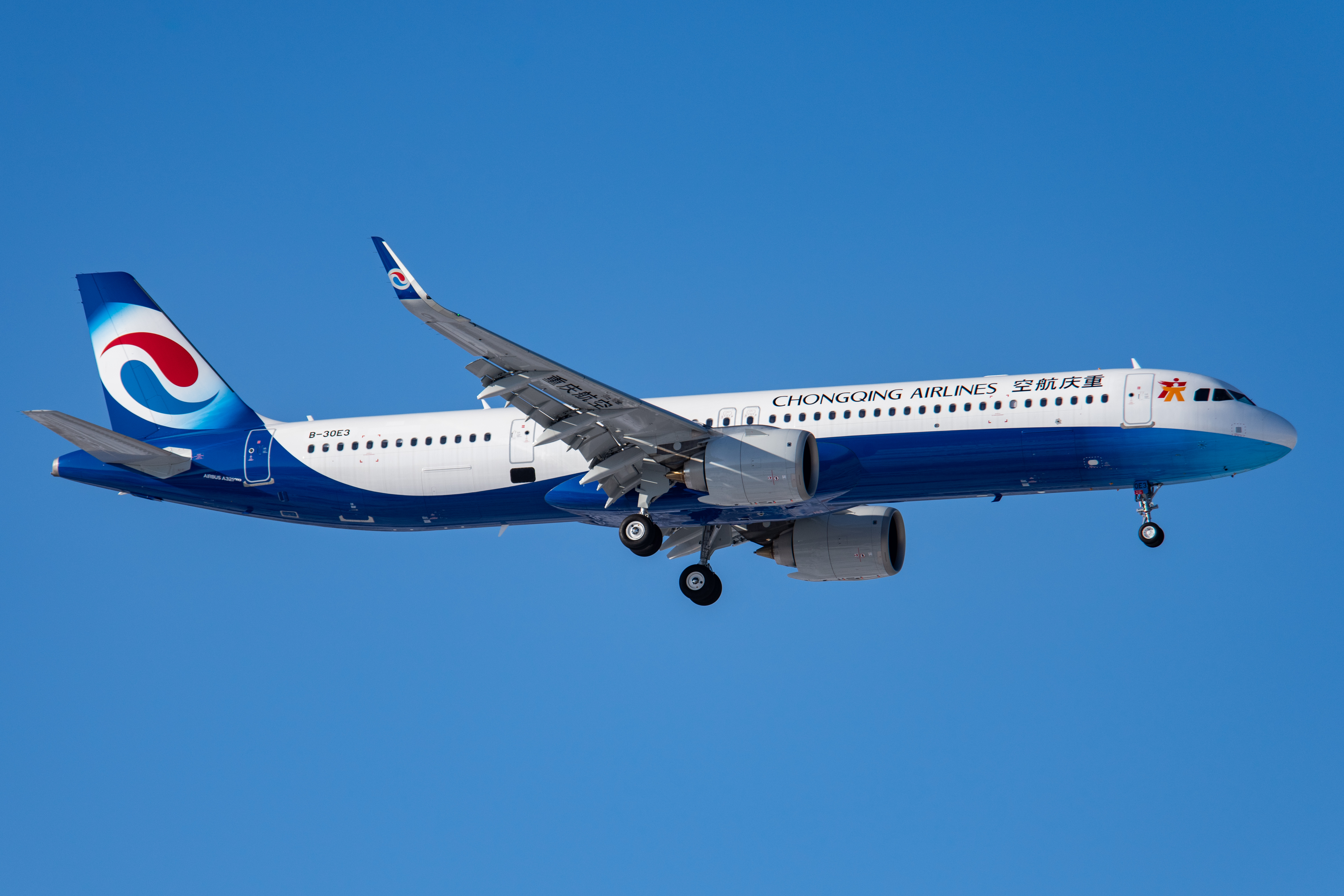
重庆航空的空中客车A321-253NX型客机在北京首都国际机场

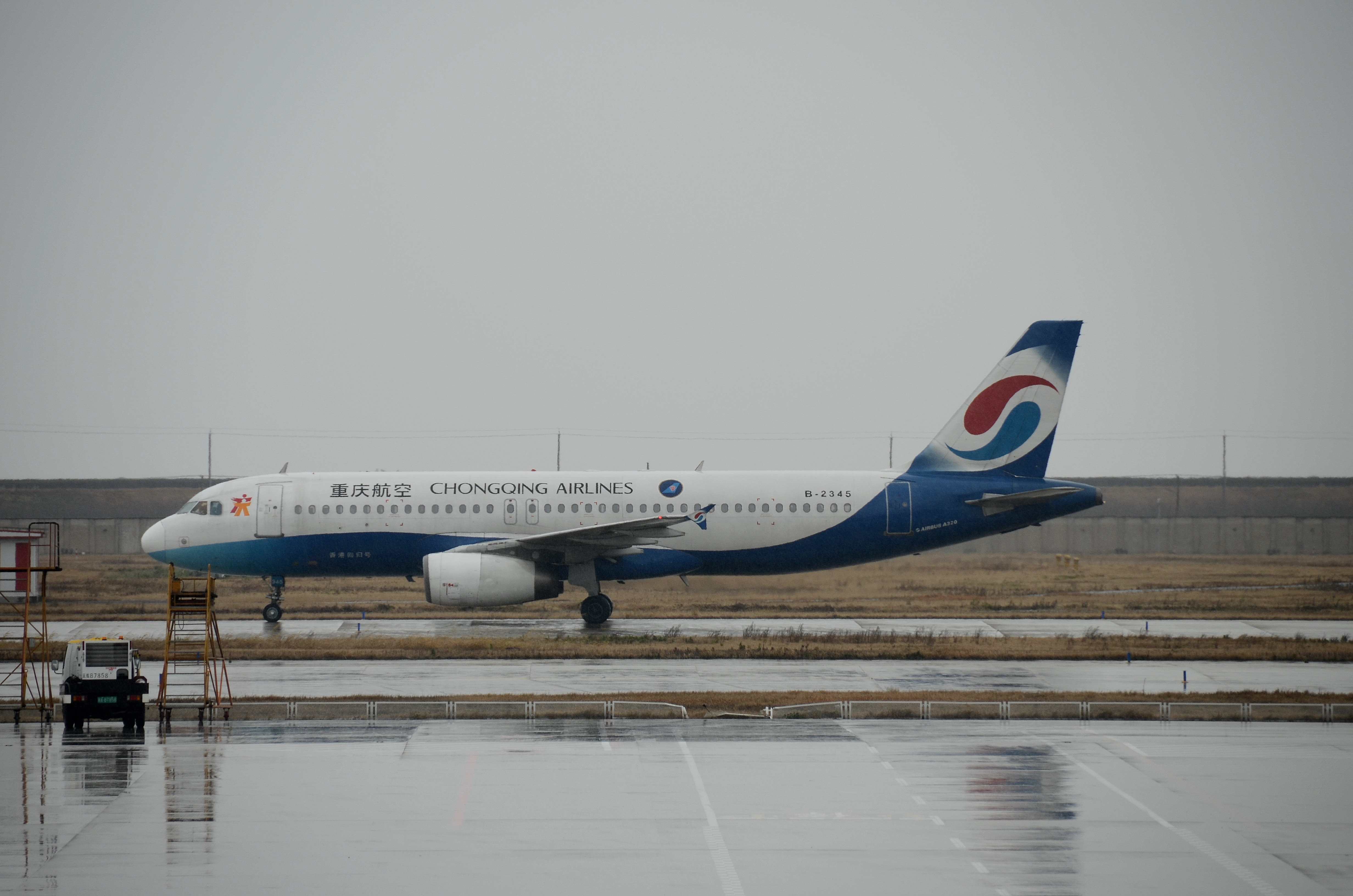
重庆航空的空中巴士A320-200型客机在上海浦东国际机场

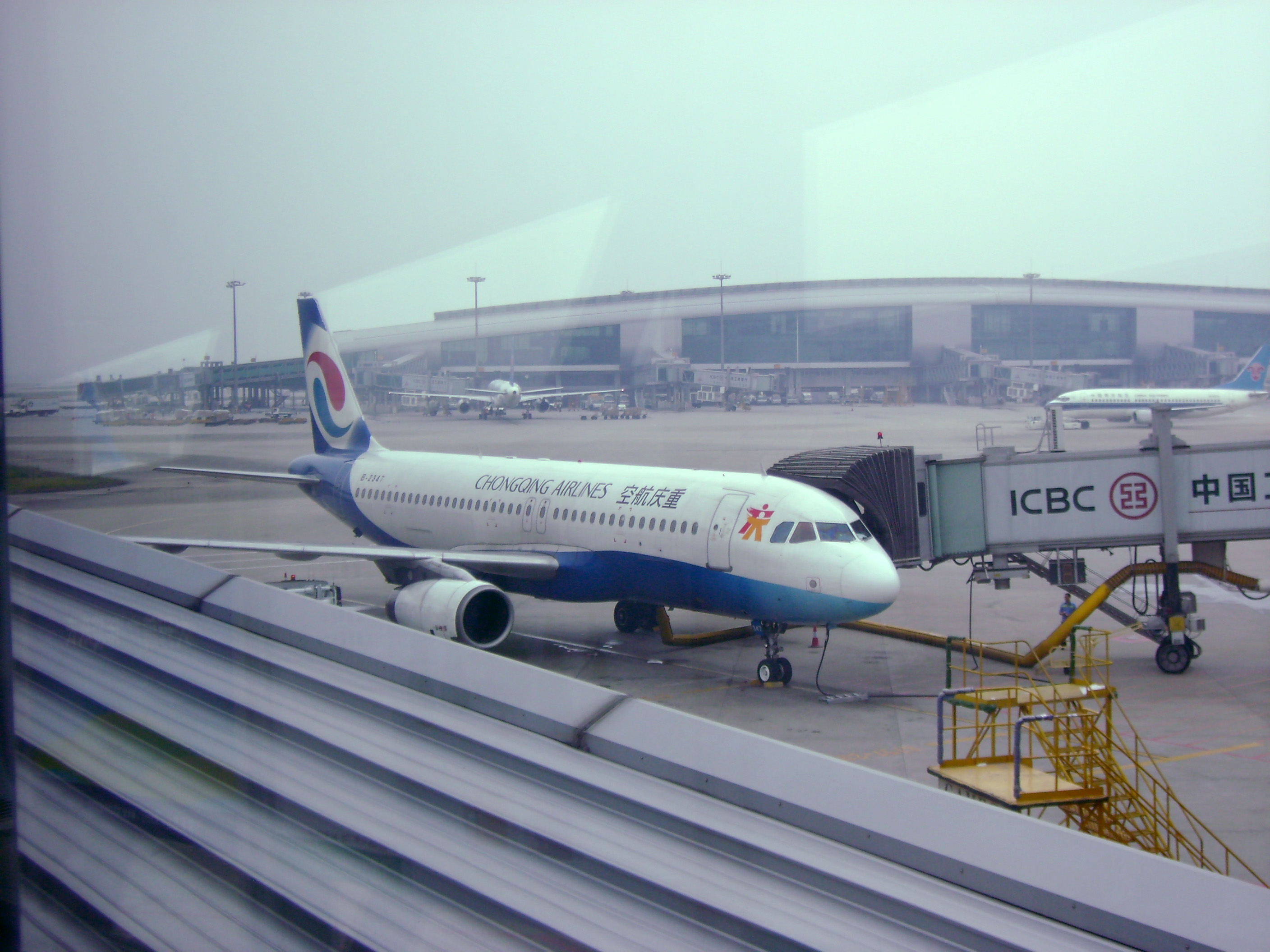
重庆航空的空中巴士A319-100型客机在广州白云国际机场

截止2019年10月，重庆航空的机队详情如下：

## 外部連結
- 重庆航空官方網站 （页面存档备份，存于） （中文）